# Stara stražarnica, Koroška vrata
Stara stražarnica stoji v gozdu ob reki Dravi pod Bezenškovo ulico v Mariboru.
V njej so bivali vojaki, ki so stražili prehod čez reko Dravo. Stražarnica je del zgodovine. Sedaj je še samo hiška popisana z grafiti in obdana z odpadki.